# Anomalny pulsar rentgenowski
Anomalny pulsar rentgenowski (ang. Anomalous X-ray Pulsar, AXP) – typ wolnorotującego pulsara (okresy obrotu 12 znanych obecnie, listopad 2012, obiektów tego typu mieszczą się w przedziale od dwóch do dwunastu sekund), emitującego periodycznie promieniowanie rentgenowskie o średniej mocy nawet 1035 erg/s. Wartości tych nie daje się wytłumaczyć przy użyciu modelu pulsara o okresie obrotu takim jak AXP i zwykłym (~1012 Gs) polu magnetycznym (otrzymuje się wartości o wiele mniejsze), stąd określenie „anomalny”.

## Charakterystyczne własności obserwacyjne
Okres obrotu obiektów tego typu wydłuża się ze średnim tempem (dP/dt)/P ~ 10-11 s-1, znacznie większym niż dla reszty pulsarów (interpretowanym jako dowód na obecność silnego pola magnetycznego, które oddziałując z otoczeniem powoduje spowalnianie obrotu). Nie ma obserwacyjnych dowodów na to, że AXP są składnikami układów podwójnych. W przypadku trzech obiektów obserwuje się związek z pozostałością po supernowej, co sugeruje również ich młody wiek – tzw. wiek typowy τ jest rzędu 1000 – 10 000 lat.

## Model opisujący anomalne pulsary rentgenowskie
Główną obecnie teorią opisującą mechanizm AXP jest model magnetara, czyli gwiazdy neutronowej o niezwykle dużym polu magnetycznym, sięgającym nawet 1015 Gs. Oprócz regularnych pulsacji rentgenowskich i radiowych AXP emitują także błyski podobne do tych z powtarzalnych źródeł miękkich promieni gamma, w których to z kolei źródłach w trakcie wybuchów obserwuje się pulsacje o okresie podobnym do okresów pulsacji AXP. Obie grupy uznaje się za różne manifestacje obiektów tego samego typu, czyli magnetarów.
Alternatywą dla modelu magnetara jest teoria tłumacząca emisję rentgenowską akrecją materii pozostałej po wybuchu supernowej na powierzchnię gwiazdy neutronowej o przeciętnym (~1012 G) polu magnetycznym (materia opadając na powierzchnię gwiazdy rozgrzewałaby ją, powodując emisję promieniowania).

## Podstawowe parametry znanych obiektów AXP
| Nazwa obiektu            | odległość (kpc) | okres obrotu (s) | rektascensja    | deklinacja      |
| ------------------------ | --------------- | ---------------- | --------------- | --------------- |
| 1E 1547.0-5408           | 4,5             | 2,07             | 15h 50m 54,11s  | -54° 18′ 23,7″  |
| XTE J1810-197            | ~2,5            | 5,54             | 18h 09m 51,08s  | -19° 43′ 51,74″ |
| 1E 1048.1-5937           | 2,7             | 6,46             | 10h 50m 07,14s  | -59° 53′ 21,4″  |
| 1E 2259+586              | 3,2             | 6,98             | 23h 01m 08,295s | +58° 52′ 44,45″ |
| CXOU J010043.1-721134    | 60              | 8,02             | 01h 00m 43,14s  | -72° 11′ 33,8″  |
| 4U 0142+61               | 3,6             | 8,69             | 01h 46m 22,44s  | +61° 45′ 03,3″  |
| CXO J164710.2-455216     | 3,9             | 10,61            | 16h 47m 10,2s   | -45° 52′ 16,9″  |
| 1RXS J170849.0-400910    | 3,8             | 11,00            | 17h 08m 46,87s  | -40° 08′ 52,44″ |
| 1E 1841-045              | ~8,5            | 11,78            | 18h 41m 19,343s | -04° 56′ 11,16″ |
| PSR J1622-4950           | ~9              | 1,7              | 16h 22m 44,89s  | -49° 50′ 52,7″  |
| CXOU J171405.7-381031    | ~13,2           | 3,83             | 17h 14m 05,74s  | -38° 10′ 30,9″  |
| AX J1845-0258 (kandydat) | <20             | 6,97             | 18h 44m 54,68s  | -02° 56′ 53,1″  |